# Epiglaea deleta
Epiglaea deleta är en fjärilsart som beskrevs av Augustus Radcliffe Grote 1877. Epiglaea deleta ingår i släktet Epiglaea och familjen nattflyn. Inga underarter finns listade i Catalogue of Life.